# Tournoi d'ouverture du championnat du Salvador de football 2001
Navigation
Saison précédente Saison suivante
Le Tournoi Apertura 2001 est le septième tournoi saisonnier disputé au Salvador.
C'est cependant la 54e fois que le titre de champion du Salvador est remis en jeu.
Lors de ce tournoi, le CD Águila a tenté de conserver son titre de champion du Salvador face aux neuf meilleurs clubs salvadoriens.
Chacun des dix clubs participant était confronté deux fois aux neuf autres équipes. Puis les quatre meilleurs se sont affrontés lors d'une phase finale à la fin du tournoi.
Seulement une place était qualificative pour la Copa Interclubes UNCAF.

## Les 10 clubs participants
| \| CD Águila CD Dragon Alianza FC CD Atlético Marte CD Atlético Balboa CD Águila CD Dragon Club Deportivo FAS AD Isidro-Metapan CD Municipal Limeño CD Luis Ángel Firpo Alianza FC CD Atlético Marte AD El Transito \| Localisation des clubs. |
| CD Águila CD Dragon Alianza FC CD Atlético Marte CD Atlético Balboa CD Águila CD Dragon Club Deportivo FAS AD Isidro-Metapan CD Municipal Limeño CD Luis Ángel Firpo Alianza FC CD Atlético Marte AD El Transito                               |

| Club                | Stade                        | Capacité | Ville              |
| CD Águila           | Stade Juan Francisco Barraza | 10 000   | San Miguel         |
| Alianza FC          | Stade Cuscatlán              | 45 925   | San Salvador       |
| CD Atlético Balboa  | Stade Marcelino Imbers       | 4 000    | La Unión           |
| CD Dragon           | Stade Juan Francisco Barraza | 10 000   | San Miguel         |
| Club Deportivo FAS  | Stade Oscar Quiteño          | 15 000   | Santa Ana          |
| AD Isidro-Metapan   | Stade Jorge Calero Suárez    | 8 000    | Metapán            |
| CD Municipal Limeño | Stade Jose Ramon Flores      | 5 000    | Santa Rosa de Lima |
| CD Luis Ángel Firpo | Stade Sergio Torres          | 5 000    | Usulután           |
| CD Atlético Marte   | Stade Cuscatlán              | 45 925   | San Salvador       |
| AD El Transito      | Stade Hanz Usko              | 3 000    | La Libertad        |

## Compétition
Le tournoi Apertura se déroule de la même façon que les tournois des championnats précédents, en deux phases :
- La phase de qualification : les dix-huit journées de championnat.
- La phase finale : les matchs aller-retour allant des demi-finales à la finale.

### Phase de qualification
Lors de la phase de qualification les dix équipes affrontent à deux reprises les neuf autres équipes selon un calendrier tiré aléatoirement.
Les quatre meilleures équipes sont qualifiées pour les demi-finales.
Le classement est établi sur le barème de points classique (victoire à 3 points, match nul à 1, défaite à 0).
Le départage final se fait selon les critères suivants :
- Le nombre de points.
- Match d'appui si une qualification est en jeu.
- La différence de buts générale.
- Le nombre de buts marqué.

#### Classement
| Rang | Équipe                | Pts | J  | G  | N | P  | Bp | Bc | Diff |
| ---- | --------------------- | --- | -- | -- | - | -- | -- | -- | ---- |
| 1    | Alianza FC            | 40  | 18 | 12 | 4 | 2  | 42 | 23 | +19  |
| 2    | CD Luis Ángel Firpo   | 33  | 18 | 9  | 6 | 3  | 36 | 21 | +15  |
| 3    | CD Águila (T)         | 32  | 18 | 9  | 5 | 4  | 49 | 26 | +23  |
| 4    | CD Municipal Limeño   | 30  | 18 | 8  | 6 | 4  | 28 | 21 | +7   |
| 5    | Club Deportivo FAS    | 29  | 18 | 7  | 8 | 3  | 30 | 15 | +15  |
| 6    | AD Isidro-Metapan (P) | 26  | 18 | 7  | 5 | 6  | 29 | 27 | +2   |
| 7    | CD Atlético Balboa    | 18  | 18 | 5  | 3 | 10 | 19 | 32 | -13  |
| 8    | CD Dragon             | 15  | 18 | 4  | 3 | 11 | 18 | 34 | -16  |
| 9    | AD El Transito        | 14  | 18 | 4  | 2 | 12 | 22 | 49 | -27  |
| 10   | CD Atlético Marte     | 9   | 18 | 1  | 6 | 11 | 16 | 41 | -25  |

| Légende : Qualifications et relégations | Légende : Qualifications et relégations                  |
| --------------------------------------- | -------------------------------------------------------- |
|                                         | Qualifié pour les demi-finales                           |
|                                         | (T) : Tenant du titre (P) : Promu de la saison 2000-2001 |

#### Matchs
| Résultats (▼dom., ►ext.)                                   | Tra | Agu | Ali | Bal | Dra | FAS | Lui | Isi | Mar | Lim |
| AD El Transito                                             |     | 2-4 | 3-2 | 0-1 | 2-1 | 0-4 | 1-3 | 3-1 | 2-3 | 2-0 |
| CD Águila                                                  | 7-0 |     | 0-1 | 7-0 | 5-1 | 2-2 | 1-0 | 3-4 | 3-2 | 4-1 |
| Alianza FC                                                 | 3-2 | 3-3 |     | 5-2 | 1-0 | 1-1 | 4-4 | 3-2 | 2-0 | 2-3 |
| CD Atlético Balboa                                         | 2-0 | 1-1 | 0-4 |     | 1-2 | 1-1 | 0-0 | 1-2 | 4-1 | 0-1 |
| CD Dragon                                                  | 4-1 | 0-1 | 0-4 | 0-1 |     | 0-1 | 2-1 | 2-1 | 0-0 | 0-1 |
| Club Deportivo FAS                                         | 0-0 | 3-1 | 0-0 | 1-0 | 4-0 |     | 1-2 | 1-1 | 3-1 | 1-2 |
| CD Luis Ángel Firpo                                        | 3-1 | 3-1 | 1-2 | 2-1 | 2-2 | 0-0 |     | 3-0 | 5-0 | 2-2 |
| AD Isidro-Metapan                                          | 2-0 | 1-1 | 1-2 | 2-1 | 5-2 | 2-0 | 1-2 |     | 2-1 | 2-2 |
| CD Atlético Marte                                          | 3-3 | 1-4 | 1-2 | 0-1 | 2-2 | 0-5 | 1-1 | 0-0 |     | 0-0 |
| CD Municipal Limeño                                        | 6-0 | 1-1 | 0-1 | 3-2 | 1-0 | 2-2 | 1-2 | 0-0 | 2-0 |     |
| - Victoire à domicile - Match nul - Victoire à l'extérieur |     |     |     |     |     |     |     |     |     |     |

### La phase finale
Les quatre équipes qualifiées sont réparties dans le tableau final d'après leur classement général.
Pour les demi-finales, en cas d'égalité sur la somme des deux matchs, c'est l'équipe la mieux classée qui est déclarée vainqueur. Par contre lors de la finale, des prolongations puis une séance de tirs au but ont éventuellement lieu. 

#### Tableau
|  | 1/2 finale          | 1/2 finale          | 1/2 finale          | 1/2 finale | 1/2 finale | 1/2 finale |            |     | Finale | Finale | Finale | Finale | Finale |  |
|  |                     |                     |                     |            |            |            |            |     |        |        |        |        |        |  |
|  |                     |                     |                     |            |            |            |            |     |        |        |        |        |        |  |
|  |                     |                     |                     |            |            |            |            |     |        |        |        |        |        |  |
|  | Alianza FC          | Alianza FC          | (1)                 | 2          | 0          |            |            |     |        |        |        |        |        |  |
|  | Alianza FC          | Alianza FC          | (1)                 | 2          | 0          |            |            |     |        |        |        |        |        |  |
|  | CD Municipal Limeño | CD Municipal Limeño | (4)                 | 2          | 0          |            |            |     |        |        |        |        |        |  |
|  | CD Municipal Limeño | CD Municipal Limeño | (4)                 | 2          | 0          | Alianza FC | Alianza FC | (1) | 1      | 1      |        |        |        |  |
|  |                     |                     |                     |            |            |            | Alianza FC | (1) | 1      | 1      |        |        |        |  |
|  |                     | CD Luis Ángel Firpo | CD Luis Ángel Firpo | (2)        | 1          | 0          |            |     |        |        |        |        |        |  |
|  | CD Luis Ángel Firpo | CD Luis Ángel Firpo | CD Luis Ángel Firpo | (2)        | 1          | 0          | (2)        | 2   | 1      |        |        |        |        |  |
|  | CD Luis Ángel Firpo | CD Luis Ángel Firpo |                     |            |            |            | (2)        | 2   | 1      |        |        |        |        |  |
|  | CD Águila           | CD Águila           | (3)                 | 2          | 1          |            |            |     |        |        |        |        |        |  |
|  | CD Águila           | CD Águila           | (3)                 | 2          | 1          |            |            |     |        |        |        |        |        |  |

#### Demi-finales
| Club                | Aller | Retour | Club                | Commentaire |
| Alianza FC          | 2-2   | 0-0    | CD Municipal Limeño |             |
| CD Luis Ángel Firpo | 2-2   | 1-1    | CD Águila           |             |

#### Finale
| 23 décembre 2001 | Alianza FC                                | 2:1 (a.p.) | CD Luis Ángel Firpo | Stade Cuscatlán |  |
|                  | Jorge Sandoval 31e · Adonay Martínez 119e | (1:1)      | Elías Montes 20e    |                 |  |

## Bilan du tournoi
| Tableau d'Honneur     |            |
| Compétition           | Vainqueur  |
| Tournoi Apertura 2001 | Alianza FC |

| Qualifications continentales 2002-2003 |                 |
| Copa Interclubes UNCAF                 | Qualifiés       |
| Phase de groupes                       | Alianza FC      |
| Promoting                              | CD Titan        |
|                                        | Marte Soyapango |
| Ailanza 2:0 CD Titan                   |                 |